# Hamlet (EP)
Hamlet (no confundir con su álbum de 2002) es el primer lanzamiento de la banda española de metal Hamlet. En este mini LP se escucha un sonido de hard rock, sonido que tiene que ver muy poco con el que se haría conocido el grupo tiempo después. Antes de este vinilo sacaron un álbum en inglés llamado Life Goes On, en 1987, aunque no llegó a publicarse. Después, grabaron una maqueta con 2 temas que aparecen en este mini LP, "Cincuenta grados" y "6 Balas". A partir de su cambio de estilo, estas canciones serían relegadas al olvido.

## Temas
1. "Cincuenta grados" (Tárraga)
2. "Seis balas" (Tárraga/Molly)
3. "Soy así" (Tárraga/Hernández)
4. "Bajo el sol" (Tárraga/Hernández)
5. "Mala reputación" (Tárraga/Hernández)
6. "Sangre de mi sangre" (Tárraga)

## Componentes
- J. Molly: Voz
- Luís Tárraga: Guitarra solista
- Pedro Sánchez: Guitarra rítmica
- Augusto Hernández: Bajo, coros
- Pablo Gianni: Batería